# 짠짠
짠짠은 2014년에 데뷔한 대한민국의 음악 그룹이다. 2014년 싱글 [1st Single Album]으로 데뷔했다.

## 음반
- 1st Single Album (2014)
- 2014 Chrome Family - A Very Special Christmas (2014)
- 짠짠 2nd Single Album (2015)
- 강남역사거리 (2015)
- Favor (2016)
- 괜찮은데 (2017)